# مايكل رينولد
مايكل رينولدز أو مايك رينولدز هو مهندس معماري أمريكي مقره في نيو مكسيكو ومن دُعاة «الحياة المكتفية بشكل راديكالي». لقد كان ناقداً لمهنة الهندسة المعمارية وذلك لفشلها في التعامل مع كمية الفضلات والهدر التي تخلق من تصميم المبنى.

## وصلات خارجية
- مايكل رينولد على موقع IMDb (الإنجليزية)
- مايكل رينولد على موقع قاعدة بيانات الفيلم (الإنجليزية)